# 7-й округ департамента Приморская Сена
7-й избирательный округ департамента Приморская Сена включает тринадцать коммун округа Гавр. Общая численность избирателей, включенных в списки для голосования в 2012 г. — 88 954 чел.
Действующим депутатом Национального собрания по 7-му округу является Эдуар Филипп (Édouard Philippe, Республиканцы (Союз за народное движение)).
|  | Начало срока      | Конец срока       | Депутат        | Партия                             |
|  | ----------------- | ----------------- | -------------- | ---------------------------------- |
|  | 18 июня 2012 г.   | н/вр              | Эдуар Филипп   | Союз за народное движение          |
|  | 20 июня 2007 г.   | 17 июня 2012 г.   | Жан-Ив Бессела | Союз за народное движение          |
|  | 19 июня 2002 г.   | 19 июня 2007 г.   | Жан-Ив Бессела | Союз за народное движение          |
|  | 12 июня 1997 г.   | 18 июня 2002 г.   | Жан-Ив Бессела | Объединение в поддержку Республики |
|  | 02 апреля 1993 г. | 21 апреля 1997 г. | Антуан Рюфенаш | Объединение в поддержку Республики |
|  | 23 июня 1988 г.   | 01 апреля 1993 г. | Антуан Рюфенаш | Объединение в поддержку Республики |

## Результаты выборов
Выборы депутатов Национального собрания 2012 г.:
|                | Кандидат        | Партия                    | Первый тур | Первый тур     | Второй тур | Второй тур |
| Кол-во голосов | Кандидат        | Партия                    | % голосов  | Кол-во голосов | % голосов  |            |
| -------------- | --------------- | ------------------------- | ---------- | -------------- | ---------- | ---------- |
|                | Эдуар Филипп    | Союз за народное движение | 18 963     | 39,12          | 24 452     | 50,81      |
|                | Лоран Ложиу     | Социалистическая партия   | 16 640     | 34,33          | 23 677     | 49,19      |
|                | Анжелик Идзак   | Национальный фронт        | 5 719      | 11,80          |            |            |
|                | Натали Нейл     | Левый фронт               | 4 446      | 9,17           |            |            |
|                | Мари-Элен Буало | Партия зеленых            | 1 152      | 2,38           |            |            |
|                | Тьерри Дельпеш  | Прочие левые              | 850        | 1,75           |            |            |
| Прочие         | Прочие          | Прочие                    |            | менее 1 %      |            |            |

Выборы депутатов Национального собрания 2007 г.:
|                | Кандидат             | Партия                    | Первый тур | Первый тур     | Второй тур | Второй тур |
| Кол-во голосов | Кандидат             | Партия                    | % голосов  | Кол-во голосов | % голосов  |            |
| -------------- | -------------------- | ------------------------- | ---------- | -------------- | ---------- | ---------- |
|                | Жан-Ив Бессела       | Союз за народное движение | 16 033     | 48,04          | 18 154     | 56,39      |
|                | Лоран Ложиу          | Социалистическая партия   | 7 485      | 22,43          | 14 039     | 43,61      |
|                | Марк Мигрен          | Демократическое движение  | 3 296      | 9,88           |            |            |
|                | Мирьям Аржантен      | Коммунистическая партия   | 1 557      | 4,67           |            |            |
|                | Анни Леруа           | Партия зеленых            | 1 283      | 3,84           |            |            |
|                | Франсуаза Валлен     | Национальный фронт        | 1 243      | 3,72           |            |            |
|                | Франсуа Леруа        | Крайне левые              | 1 052      | 3,15           |            |            |
|                | Филипп Фуше-Сайанфес | Крайне правые             | 465        | 1,39           |            |            |
| Прочие         | Прочие               | Прочие                    |            | менее 1 %      |            |            |